# Шанидзе, Мзекала Акакиевна
Мзекала Акакиевна Шанидзе (груз. მზექალა აკაკიევნა შანიძე; род. 16 января 1926, Тифлис) — советский и грузинский лингвист, доктор филологических наук, профессор, академик Академии наук Грузии (2013; член-корреспондент с 1997). Почётный гражданин Тбилиси (2015).

## Биография
Родилась 16 января 1926 года в Тифлисе, Грузинской ССР.
С 1943 по 1948 год обучалась на факультете востоковедения Тбилисского государственного университета, по окончании которого получил специализацию семитология. С 1948 по 1951 год обучалась в аспирантуре этого университета.
С 1957 по 1958 год на научно-исследовательской работе в Государственном музее Грузии в качестве младшего научного сотрудника. С 1958 по 1968 год на научной работе в Институте востоковедения АН Грузинской ССР в качестве старшего научного сотрудника.
С 1952 года одновременно с научной занималась и педагогической работой в Тбилисском государственном университете: с 1952 по 1958 год — заведующая учебной частью, с 1958 по 1981 год — доцент, с 1981 по 2006 год — заведующий научно-исследовательской лаборатории и одновременно с 2002 по 2006 год — главный консультант кафедры рукописей, с 2006 года — советник ректора этого университета. Одновременно с 1968 по 2002 год на научно-исследовательской работе в Институте рукописей АН ГрузССР — НАН Грузии в должности заведующего кафедрой древнеанглийской филологии.

### Научно-педагогическая деятельность и вклад в науку
Основная научно-педагогическая деятельность М. А. Шанидзе была связана с вопросами в области библейской филологии, технологии и лексикологии, истории и теории английского языка.
В 1951 году защитила кандидатскую диссертацию по теме: «Древнегрузинские переводы „Книги псалмов“», в 1974 году защитила докторскую диссертацию на соискание учёной степени доктор филологических наук по теме: «Когомологии со значениями в полугруппах». В 1966 году ей присвоено учёное звание доцент, а в 1981 году ей присвоено учёное звание профессор. В 1997 году был избран член-корреспондентом, а в 2013 году — действительным членом НАН Грузии. М. А. Шанидзе было написано более ста девяносто научных работ, в том числе монографии, на различных языках мира.

## Награды
- Орден Царицы Тамары (2021)[6]
- Орден Чести (1996)[7]
- Почётный гражданин Тбилиси (2015)